# مایکل روف (باستان‌شناس)
مایکل روف (انگلیسی: Michael Roaf؛ زادهٔ ۲۰ مهٔ ۱۹۴۷) یک باستان‌شناس بریتانیایی متخصص در ایران‌شناسی و آشورشناسی باستان است.
روف رشته باستان‌شناسی آسیای غربی را در کالج دانشگاهی لندن خواند و پایان‌نامه دکترای خود را با عنوان «تندیس‌ها و تندیس‌گران در تخت جمشید» (منتشر شده در ۱۹۸۳) در دانشگاه آکسفورد نوشت. او از سال ۱۹۸۱ تا ۱۹۸۵ مدیر مؤسسه باستان‌شناسی بریتانیا در عراق بود. او همچنین در دانشگاه کالیفرنیا، برکلی تدریس کرد و در حال حاضر استاد باستان‌شناسی خاورنزدیک در دانشگاه لودویگ ماکسیمیلیان مونیخ است.
روف در ایران، عراق، ترکیه و بحرین کار میدانی انجام داده‌است. او در ایران در تپه نوشیجان زیر نظر دیوید استروناخ حفاری کرد که با همکاری او «نوشیجان یک: ساختمان‌های اصلی محوطه ماد» را نوشت. او همچنین به تازگی با تیم دانشگاه مونیخ، روی کاوش‌های باستان‌شناسی در گیرجانو و زیارت‌تپه، توشهان باستان در ترکیه کار کرده‌است.

## آثار
- «تندیس‌ها و تندیس‌گران در تخت جمشید» (۱۹۸۳) - پایان‌نامه دکتری. به‌طور کامل در «ایران: مجله مؤسسه مطالعات ایرانی بریتانیا» جلد بیست و یکم، ۱۹۸۳ منتشر شد.
- «اطلس فرهنگی بین‌النهرین و خاور نزدیک باستان» (۱۹۹۰)
- «تداوم امپراتوری (؟): آشور، ماد، ایران» (۲۰۰۳) - مجموعه مقالات همایش بین‌المللی برگزار شده در پادوا، ۲۰۰۱؛ با همکاری جووانی بی. لانفرانچی و رابرت رولینگر.